# Abbesses (stanice metra v Paříži)
Abbesses je nepřestupní stanice pařížského metra na lince 12 v 18. obvodu v Paříži. Nachází se pod náměstím Place des Abbesses. Jedná se o nejhlubší stanici v Paříži, neboť nástupiště, které je spojeno s prodejnou jízdenek pod povrchem dvěma točitými schodišti a dvěma výtahy, se nachází 36 metrů pod zemí.

## Historie
Stanice byla otevřena 31. října 1912 při prodloužení linky do stanice Jules Joffrin. Při stavbě stanice se vyskytly technické obtíže, neboť v podzemí Montmartru se nacházejí staré důlní štoly po těžbě sádrovce. Stanice Abbesses proto byla vybudována ve velké hloubce. Tunely mají také speciální profil, aby vydržely velký tlak sádrovce a ke stanici Abbesses jedou vlaky po rampě se sklonem 40‰.
Vstup do stanice je opatřen secesními prvky, které jsou typické pro staré stanice pařížského metra. Ovšem tato výzdoba pochází ze stanice Hôtel de Ville, odkud sem byla v roce 1974 přenesena. Umístění tohoto vstupu je ovšem z historického hlediska nesprávné. Stanice byla původně součástí linky A provozované společností Compagnie Nord-Sud, která na svých stanicích používala specifickou výzdobu zcela odlišnou od zbývajících linek metra.
V 50. letech byla stanice renovována a stanice byla obložena kovovými pláty. V letech 2006–2007 byla nástupiště obnovena ve svém původním stylu.

## Název
Název stanice znamená česky abatyše a pochází od jména náměstí Place des Abbesses, které odkazuje na bývalé benediktinské opatství Montmartre'.
Na informačních tabulích je oficiální název stanice doplněn ještě podnázvem psaným malým písmem: Butte Montmartre (kopec Montmartre).

## Vstupy
Stanice má pouze jediný vchod na Place des Abbesses naproti Rue de la Vieuville č. 2.

## Zajímavosti v okolí
- Bazilika Sacré-Cœur
- Montmartre
- Place du Tertre
- kostel Saint-Jean de Montmartre